# Gory Balakshina
Gory Balakshina (englische Transkription von russisch Горы Балакшина Gory Balakschina) ist eine Gebirgsgruppe im Australischen Antarktis-Territorium. Im nordwestlichen Teil der Britannia Range des Transantarktischen Gebirges ragt sie im Gebiet des Bellum Valley auf.
Russische Wissenschaftler nahmen die Benennung vor. Der weitere Benennungshintergrund ist nicht hinterlegt.